# عمر ذو الفقار
عمر ذو الفقار (1935) ممثل مصري عمل في السينما المصرية والإيطالية، لعب بعض ادوار الكوميديا واشتهر بدور المتغطرس في فيلم «المراهقات»، قام بانتاج فيلم «النمر الأسود»، سافر إلى أوروبا واستقر بها.

## أعماله[1][2]
- اكاذيب حواء، 1969
- فندق الأحلام (البير نجيب) ، 1968
- في طريقى رجل، 1967
- فارس بني حمدان، 1966
- فارس الصحراء، 1966
- من احب، 1966
- ثورة اليمن (فيلم مصري) ، 1966
- بيروت صفر 11 ، 1966
- لا تطفئ الشمس، 1961
- المراهقات، 1960